# فرناندو واسکوئز
فرناندو واسکوئز (انگلیسی: Fernando Vázquez؛ زادهٔ ۲۴ اکتبر ۱۹۵۴) بازیکن فوتبال اهل اسپانیا است.
از باشگاه‌هایی که در آن بازی کرده‌است می‌توان به باشگاه فوتبال رئال بتیس اشاره کرد.